# Dækningsbidrag
Dækningsbidraget er en beregnet størrelse, der bruges i firmaers regnskaber. Som ordet antyder, er dækningsbidraget det bidrag, som en afdeling, en periode, eller vare kan give til dækning af firmaets faste omkostninger (eller kapacitetsomkostningerne). Dækningsbidraget beregnes på følgende måde:
Dækningsbidrag = Omsætning – Variable omkostninger (eller stykomkostninger)
Ved at sætte det beregnede dækningsbidrag i forhold til omsætningen, får man en procentværdi, som kaldes dækningsgraden.
Dækningsgraden viser den resterende procentdel af omsætningen, når alle variable omkostninger er betalt. Er dækningsgraden eksempelvis 33,5%-point, er det et udtryk for, at der resterer 33,5 øre af hver omsat krone.
Formlen for dækningsgrad:
(Dækningsbidrag/Omsætning)*100 = Dækningsgrad